# Optico
Optico (Optique Commerciale) était une entreprise d’optique fondée à Paris en 1900.

## Production
La société était spécialisée dans la fabrication d’instruments grossissants (loupes, microscopes, micro-visionneuses, compte-fils) et la réalisation sur plan ou modèle de lentilles et de systèmes optiques montés. La marque est surtout connue pour ses microscopes d’enseignement, qui ont équipé de nombreux établissements français. La société a également commercialisé sous sa marque des articles d'importation.

## Sites de production
L’usine se trouvait dans l’Aisne, à Nogent-l'Artaud. Les ateliers historiques sont situés à Paris, au no 7 de la rue de Malte dans le XIe arrondissement. Ils hébergeaient jusqu’en 2007 le siège et les services commerciaux de l'entreprise.

## Histoire
La société a obtenu un plan de continuation le 6 décembre 2012, placée en redressement judiciaire le 5 septembre 2013, en liquidation judiciaire le 14 novembre 2013 et toujours en cours de liquidation en mars 2019